# Jørgen Frederik Castenschiold
Jørgen Frederik Castenschiold (28. oktober 1741 – 19. april 1819 på Store Frederikslund) var en dansk godsejer og officer, bror til Carl Adolph og Joachim Castenschiold.
Han var søn af Johan Lorentz Castenschiold og Jacobe von Holten og ejede fra 1760 Hørbygård i Holbæk Amt, Valbygård i årene 1776-1803 samt Store Frederikslund og Lille Frederikslund i Sorø Amt fra 1787. Sidstnævnte to godser havde han købt af Hans Henrik von Eickstedt, som havde revet hovedbygningerne ned. Det blev Castenschiold, som rejste de nye hovedbygninger i klassicistisk stil.
Han var løjtnant ved Kronprinsens Regiment, fik afsked 1760 med kaptajns karakter, blev 1780 oberst, samme år (1. maj) kammerherre, 1783 landkrigskommissær i Sjællands og Lollands Stift og blev atter afskediget 1790 med generalmajors karakter.
4. januar 1763 ægtede han Johanne Vilhelmine Grevencop (21. januar 1745 i Glückstadt – 9. juni 1821 på Store Frederikslund), og parret fik 13 børn, hvoraf mange dog døde som små. Sønnen Caspar Holten ændrede sit navn til Grevencop-Castenschiold.
Han og hustruen er begravet i Sorterup Kirke.